# Thomas Bruce, III conte di Elgin
Thomas Bruce, III conte di Elgin (26 settembre 1656 – Bruxelles, 16 dicembre 1741), è stato un nobile e politico scozzese.

## Biografia
Era il figlio di Robert Bruce, II conte di Elgin, e di sua moglie, Lady Diana Grey.

## Carriera
È stato deputato per Marlborough (1679-1681) e per Wiltshire nel 1685. È stato nominato Gentleman of the Bedchamber nel 1676. Dal 1685, quando ereditò la contea, al 1688, fu un Lord of the Bedchamber, Lord luogotenente del Bedfordshire e Huntingdonshire ed partecipò all'incoronazione di Giacomo II il 23 aprile 1685.

## Matrimoni

### Primo Matrimonio
Sposò, il 31 agosto 1676, Lady Elizabeth Seymour (1655-1697), figlia di Henry Seymour, Lord Beauchamp e Mary Capell. Ebbero tre figli:
- Lord Robert Bruce (6 agosto 1679-1741);
- Charles Bruce, IV conte di Elgin (29 maggio 1682-10 febbraio 1747);
- Lady Elizabeth Bruce (1689-1745), sposò George Brudenell, III conte di Cardigan, ebbero sei figli.

### Secondo Matrimonio
Sposò, il 27 aprile 1700, Charlotte d'Argenteau, contessa d'Esneux. Ebbero una figlia:
- Lady Marie Thérèse Bruce (30 settembre 1704-30 novembre 1736), sposò Massimiliano Emanuele, principe di Hornes, ebbero due  figlie.

## Morte

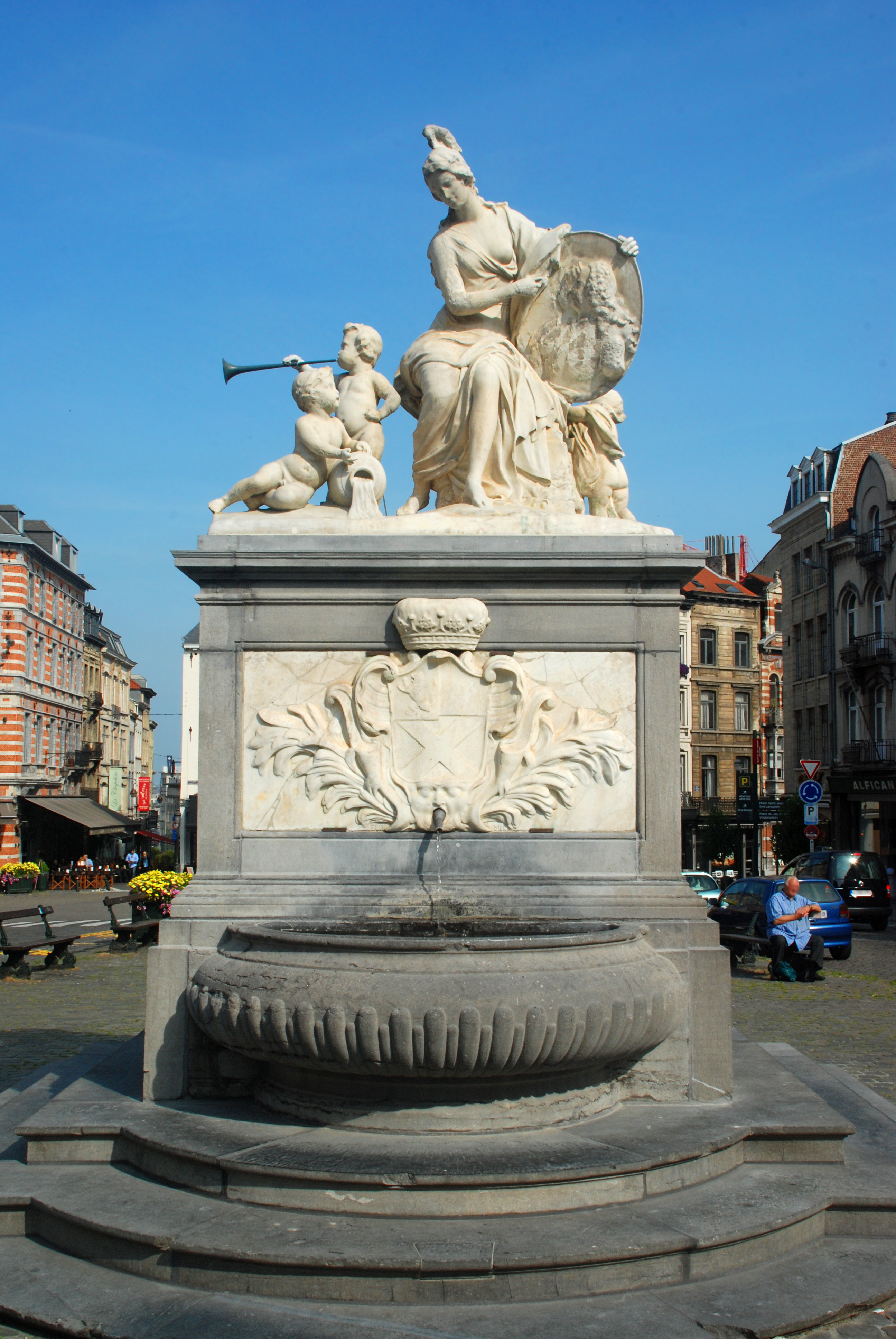
La Fontana di Minerva, che Thomas Bruce offrì al popolo di Bruxelles, in segno di gratitudine, 1751.

Continuò a sostenere Giacomo II anche dopo l'ascesa del principe d'Orange. Nel maggio del 1695, Lord Elgin fu accusato di aver cospirato nel progettare il restauro del re Giacomo II e nel febbraio 1696 è stato imprigionato nella Torre di Londra, ma un anno dopo gli venne concesso la libertà provvisoria e il permesso di lasciare l'Inghilterra per Bruxelles, dove morì e fu sepolto.

## Ascendenza
|                                  |           |                                    | Genitori                                    |  |  | Nonni |  |  | Bisnonni                     |  |  | Trisnonni    |  |
|                                  |           |                                    |                                             |  |  |       |  |  | Edward Bruce, I lord Kinloss |  |  | Edward Bruce |  |
|                                  |           |                                    |                                             |  |  |       |  |  | Edward Bruce, I lord Kinloss |  |  | Edward Bruce |  |
|                                  |           | Alison Reid                        |                                             |  |  |       |  |  | Edward Bruce, I lord Kinloss |  |  |              |  |
| Thomas Bruce, I conte di Elgin   |           |                                    |                                             |  |  |       |  |  | Edward Bruce, I lord Kinloss |  |  |              |  |
|                                  |           | Magdalene Clerk                    | Alexander Clerk                             |  |  |       |  |  |                              |  |  |              |  |
|                                  |           | Magdalene Clerk                    | Alexander Clerk                             |  |  |       |  |  |                              |  |  |              |  |
|                                  |           | Magdalene Clerk                    | Margaret Boyle                              |  |  |       |  |  |                              |  |  |              |  |
| Robert Bruce, II conte di Elgin  |           | Magdalene Clerk                    |                                             |  |  |       |  |  |                              |  |  |              |  |
|                                  |           | Robert Chichester                  | John Chichester                             |  |  |       |  |  |                              |  |  |              |  |
|                                  |           | Robert Chichester                  | John Chichester                             |  |  |       |  |  |                              |  |  |              |  |
|                                  |           | Robert Chichester                  | Anne Dennis                                 |  |  |       |  |  |                              |  |  |              |  |
| Anne Chichester                  |           | Robert Chichester                  |                                             |  |  |       |  |  |                              |  |  |              |  |
|                                  |           | Frances Harington                  | John Harington, I barone Harington di Exton |  |  |       |  |  |                              |  |  |              |  |
|                                  |           | Frances Harington                  | John Harington, I barone Harington di Exton |  |  |       |  |  |                              |  |  |              |  |
|                                  |           | Frances Harington                  | Ann Keilway                                 |  |  |       |  |  |                              |  |  |              |  |
| Thomas Bruce, III conte di Elgin |           | Frances Harington                  |                                             |  |  |       |  |  |                              |  |  |              |  |
|                                  | John Grey | Henry Grey, I barone Grey di Groby |                                             |  |  |       |  |  |                              |  |  |              |  |
|                                  | John Grey | Henry Grey, I barone Grey di Groby |                                             |  |  |       |  |  |                              |  |  |              |  |
|                                  | John Grey | Anne Windsor                       |                                             |  |  |       |  |  |                              |  |  |              |  |
| Henry Grey, I conte di Stamford  | John Grey |                                    |                                             |  |  |       |  |  |                              |  |  |              |  |
|                                  |           | Elizabeth Nevill                   | Edward Nevill, VIII barone Bergavenny       |  |  |       |  |  |                              |  |  |              |  |
|                                  |           | Elizabeth Nevill                   | Edward Nevill, VIII barone Bergavenny       |  |  |       |  |  |                              |  |  |              |  |
|                                  |           | Elizabeth Nevill                   | Rachel Lennard                              |  |  |       |  |  |                              |  |  |              |  |
| Diana Grey                       |           | Elizabeth Nevill                   |                                             |  |  |       |  |  |                              |  |  |              |  |
|                                  |           | William Cecil, II conte di Exeter  | Thomas Cecil, I conte di Exeter             |  |  |       |  |  |                              |  |  |              |  |
|                                  |           | William Cecil, II conte di Exeter  | Thomas Cecil, I conte di Exeter             |  |  |       |  |  |                              |  |  |              |  |
|                                  |           | William Cecil, II conte di Exeter  | Dorothy Neville                             |  |  |       |  |  |                              |  |  |              |  |
| Anne Cecil                       |           | William Cecil, II conte di Exeter  |                                             |  |  |       |  |  |                              |  |  |              |  |
|                                  |           | Elizabeth Drury                    | William Drury                               |  |  |       |  |  |                              |  |  |              |  |
|                                  |           | Elizabeth Drury                    | William Drury                               |  |  |       |  |  |                              |  |  |              |  |
|                                  |           | Elizabeth Drury                    | Elizabeth Stafford                          |  |  |       |  |  |                              |  |  |              |  |
|                                  |           | Elizabeth Drury                    |                                             |  |  |       |  |  |                              |  |  |              |  |